# Saloca
Saloca là một chi nhện trong họ Linyphiidae.